# 宇漢迷公宇屈波宇逃還事件
宇漢迷公宇屈波宇逃還事件（うかにめのきみ うくつはう とうかんじけん/うかめのきみ うくはう とうかんじけん）は、奈良時代の宝亀元年にあたる西暦770年に、現在の東北地方で起きた事件。陸奥国にて、古代日本の律令国家（朝廷）に対し、奥地の出身と思われる蝦夷（えみし）の族長であった宇漢迷公宇屈波宇が起こした。

## 概要
宝亀元年8月10日（ユリウス暦770年9月3日）、蝦夷族長である宇漢迷公宇屈波宇が、突然徒族を率いて「賊地」に逃げ還った。
陸奥国は直ちに使者を送って帰り来ることを促したが、宇屈波宇は憤激のあまりそれに応じず、使者に対して「一、二の同族を率いて必ず城柵を侵さん」と揚言してはばからなかった。
陸奥国から事態の報告を受けた中央政府は、事の真相を調査するため、陸奥国内で絶大な政治的権威を誇っていた道嶋嶋足を派遣して虚実を検問した。『続日本紀』には、嶋足がおこなった検問の報告までは記録されておらず、宇屈波宇が自ら下野した理由を含め事件の結末は不明である。
宇屈波宇は桃生城に住んでいた海道地方に本拠地を持つ蝦夷族長であり、宝亀5年（774年）の桃生城襲撃事件は宇屈波宇が煽動して引き起きたとされることもある。一方、樋口知志は宇漢迷公宇屈波宇逃還事件と桃生城襲撃事件の間に4年もの長い空白の年月があり、この間に『続日本紀』で蝦夷社会における異変や軍事的緊張などを伝える記事が全くみえないことから、この事件が直接的原因となってその後の深刻な事態にまで発展したとは考えにくいとしている。また嶋足の仲裁によって事件は至極穏便に収拾されたのではとみている。

## 事件の要因

### 新野直吉の説
新野直吉は、大和政権・律令国家の東北経営の目的は、領域を鎮め、守り、その開発を助長することにあり、民力を充実させて班田制のもとに貢租の収納増大を計ることにあった。天平9年（737年）に大野東人が約6千人の大軍で出羽国に進出したのも、最終目的は「耕種して穀を貯へ、粮を運ぶ費えを省かむとす」ということにあった。
ところが、一度国家支配体制下にはいり、夷俘・俘囚などとなり、さらに氏姓や位階を授けられた人の間に反抗運動が起こると、鎮守政策だけでは対応できなくなる。その最も早い事例が宇屈波宇らの行動であり、これは蝦夷の第二次抵抗としての反抗ととらえるべきもので、大和勢力やその系統の勢力の進出を最初に迎えた際の戦いとは異なり、個人戦技や小集団の戦術の剛勇さに加味して、中央軍のもたらした唐系や百済系の軍事学の影響を受けた総合戦略や、大部隊戦術に対する理解を持ち、通暁してその裏をかくゲリラ戦を挑むものが現れた、ということである。
宇屈波宇の叛旗を翻す前年の神護景雲3年（769年）正月には、陸奥国からの言上があり、天平宝字3年（759年）の太政官符に基づき、浮浪者を1000人派遣したとあり、同年6月には浮浪の人民を2500人あまりを陸奥国の伊治村に置いた、ともある。技術の未熟な俘囚たちは農地があっても生産力が伴なわず、先進的な技術を持つ移民の農民に農地を明け渡すことになる。以上のような背景があって、宇屈波宇らの反乱や、宝亀5年（774年）の海道の蝦夷の桃生城への侵攻があり、さらには伊治呰麻呂の反乱へと繋がってゆくのであったとしている。

## 関連資料
宇漢迷公宇屈波宇逃還事件が記録される資料
- 『続日本紀』

### 原典
1. 1 2 3  『続日本紀』宝亀元年八月己亥（十日）条
2. ↑  『続日本紀』天平九年四月戊午（十四日）条
3. ↑  『続日本紀』神護景雲三年正月己亥（三十日）条
4. ↑  『続日本紀』神護景雲三年六月丁未（十一日）条